# Climacodon dubitativus
Climacodon dubitativus är en svampart som först beskrevs av Lloyd, och fick sitt nu gällande namn av Leif Ryvarden 1992. Climacodon dubitativus ingår i släktet Climacodon och familjen Phanerochaetaceae.   Inga underarter finns listade i Catalogue of Life.